# Prahovo
Prahovo (en serbe cyrillique : Прахово) est une localité de Serbie située dans la municipalité de Negotin, district de Bor. Au recensement de 2011, elle comptait 1 197 habitants. Située au bord de Danube, ils se trouvent ici, au fond du fleuve, nombreux bateaux allemands, coulés au fin de Seconde Guerre Mondiale lorsque les Nazis - battant en retraite face à l'armée soviétique - voulurent obstruer le chenal navigable de la rivière. 
Prahovo est officiellement classé parmi les villages de Serbie.

## Démographie

### Évolution historique de la population
| 1948  | 1953  | 1961  | 1971  | 1981  | 1991  | 2002  | 2011  |
| ----- | ----- | ----- | ----- | ----- | ----- | ----- | ----- |
| 2 186 | 2 174 | 2 600 | 2 455 | 2 412 | 2 296 | 1 506 | 1 197 |

|  |